# Санкции в связи со вторжением России на Украину (11 пакет)
Одиннадцатый пакет санкций в связи со вторжением России на Украину был принят с 23 июня по 17 декабря 2023 года за вторжение на Украину.

## Хронология

### 23 июня 2023 года
ЕС ввёл 11-й пакет санкций против России. Он включает:
- запрет на транспортировку российской нефти по северной ветке нефтепровода «Дружба»[1]
- ограничение на въезд прицепов и полуприцепов из России[1]
- ограничение транзита своих товаров грузовиками с прицепами и полуприцепами, зарегистрированными в России[2]
- запрет поставок электромобилей, гибридных автомобилей и машин с объёмом двигателя более 1,9 литра[1]
- ограничение на экспорт в Россию электрокомпонентов и металлов, полупроводниковых материалов, оптических компонентов, приборов для навигации и других предметов[1]
- запрещает на транзит через территорию России большего количества товаров и технологий, которые могут способствовать военному и технологическому укреплению России, развитию оборонного или сектора безопасности, товаров и технологий, подходящих для использования в авиационной или космической промышленности, а также реактивного горючего и присадок к горючему, экспортируемым из ЕС в третьи страны[3]
- запрет танкерам, осуществлявшим морскую перегрузку нефти с других судов, заходить в порты ЕС без уведомления об этом за 48 часов[1]
- инициацию процесса заморозки лицензий у контролируемых Россией телекомпаний RT Arabic и Sputnik Arabic[2]
- санкции против ещё около 100 человек и компаний[1]:
  - 87 организаций, среди них: телеканал Минобороны России «Звезда», завод имени Свердлова, АО «Государственный ракетный центр имени академика В. П. Макеева», АО «Ремонтная база по ремонту авиационных приборов и аэродромной техники», а также компании «Сириус», «Станкостройинструмент», «Калашников», «Тульский оружейный завод», НПК «Технологии машиностроения», ОАО «Алмаз-Антей», НПО «Базальт», «Корпорация Иркут», Казанский вертолётный завод, «Адмирайтейские судоверфи», ЧВК «Вагнер-Центр», разрабатывающая решения в сфере информационной безопасности компания Positive technologies, три иранских производителя дронов[1][2][3]
  - физические лица, среди которых: начальник Главного штаба Сухопутных войск Александр Лапин, начальник Главного оперативного управления Генштаба ВС РФ Сергей Рудской, командующие войсками Центрального военного округа Андрей Мордвичев, Южного военного округа — Сергей Кузовлев, Западного военного округа — Евгений Никифоров, сын экс-губернатора Красноярского края Артем Усс, а также сыновья экс-генпрокурора Юрия Чайки — Игорь и Артем Чайка, политолог Сергей Караганов и ведущий Первого канала Михаил Леонтьев, замминистр обороны Татьяна Шевцова, «министр культуры» Крыма Татьяна Манежина, а также губернаторы ряда российских регионов: Краснодарского края (Вениамин Кондратьев), Воронежской области (Александр Гусев), Ставропольского края (Владимир Владимиров), Камчатки (Владимир Солодов) и Магаданской области (Сергей Носов)[1]
- анонс возможности введения «исключительных, крайних мер», ограничивающих продажу, поставку, передачу или экспорт товаров, которые могут укрепить военный потенциал России, в третьи страны — если существует высокий риск, что эти страны используются для обхода санкций[2].

### 27 июня 2023 года
США включили в санкционный список 1 физическое и 4 юридических лица, связанные с ЧВК «Вагнер» и её основателем Евгением Пригожиным.
Латвия включила Россию в список офшоров.
Европейская организация налоговых администраций исключила из своего состава Россию и Беларусь.

### 28 июня 2023 года
Швейцария частично присоединилась к санкциям ЕС от 23 июня 2023 года — она ввела санкции в отношении 71 физического и 33 юридических лиц. Кроме того, она внесла правки в санкционные списки аналогичные принятым ЕС 13 марта 2023 года.
Чехия запретила российским спортсменам участвовать в индивидуальных и командных состязаниях на своей территории, а чешским спортсменам и командам — в соревнованиях, проводимых в России. Кроме того, она внесла санкционный список Владимира Петровича Евтушенко и Феликса Владимировича Евтушенко.
Литва ограничила транзит 57 групп товаров, чтобы избежать их попадания в Россию и Беларусь и дальнейшего использования в войне против Украины.

### 29 июня 2023 года
Албания, Босния и Герцеговина, Исландия, Лихтенштейн, Норвегия, Северная Македония, Украина и Черногория присоединились к санкциям ЕС от 28 апреля и 5 июня 2023 года.
Великобритания объявила о запрете российским физическим и юридическим лицам доступа к британской юридической экспертизе.

### 30 июня 2023 года
ЕС продлил санкции против России на 6 месяцев.
Совет бюро Международной системы обеспечения «Зелёных карт» исключил Россию и Беларусь, а также прекратил действие страховых полисов «Зеленая карта» для Российской Федерации и Республики Беларусь.

### 1 июля 2023 года
Украина ввела санкции против 192 физических лиц, в основном граждан России, и 291 компании и юридических лиц. В числе прочих ограничения введены против грузинской авиакомпании Georgian Airways, возобновившей прямые рейсы в Россию, и её основателя — Тамаза Гаиашвили.

### 5 июля 2023 года
Украина ввела санкции против 18 компаний, связанных с российскими олигархами Михаилом Фридманом, Германом Ханом и Петром Авеном.
Комитет по безопасности на море Международной морской организации призвал государства-члены IМО признать незаконными сертификаты и другие документы моряков (членов экипажей торговых и рыболовных судов), выданные Россией на временно оккупированных территориях Украины, и принять меры по их изъятию во время проверки судов под флагом России или других государств, в состав экипажей которых входят российские моряки, и, соответственно, задержанию судов в своих портах до замены ненадлежащих членов экипажей.

### 11 июля 2023 года
США ввели санкции в отношении Александара Вулина, главы разведслужбы Сербии.

### 13 июля 2023 года
Албания, Босния и Герцеговина, Исландия, Лихтенштейн, Норвегия, Северная Македония, Украина и Черногория присоединились к санкциям ЕС от 23 июня 2023 года.

### 17 июля 2023 года
Великобритания ввела санкции против 14 российских чиновников, в частности, против 11 в связи с их участием в процессе принудительной депортации детей из оккупированных регионов Украины.

### 20 июля 2023 года
США ввели санкции против 120 человек и организаций, среди них:
- 18 человек[22];
- ряд компаний, которые передавали пользователям в России компоненты, находившиеся в таких видах оружия, использованного против Украины, как крылатые ракеты «Калибр», крылатые ракеты «Х-101» и БПЛА «Орлан-10». В их числе комании из Киргизии, ОАЭ и России[21], среди которых: российское ООО «Siaisi (CIC)» и эмиратская Amegino FZE (Amegino)[22];
- предприятия оборонного комплекса России, 5 российских банков, а также инвестиционный «Фонд развития энергетического комплекса»[21];
- ряд космических компаний России, частных военных групп, перевозчиков энергоресурсов и т. д.[21]

Канада ввела санкции против:
- 4 организаций и 19 человек, использующих свое искусство (музыку, театр, кино) для пропаганды вторжения России на Украину, а также людей, работающих в сфере культуры и образования в РФ, в том числе директоров музеев, причастных к порче или полному уничтожению культурных ценностей на территории Украины, среди которых: Филипп Бедросович Киркоров, Иван Иванович Охлобыстин, Никита Сергеевич Михалков, Зарифа Пашаевна Мгоян, Мария Васильевна Федосеева-Шушкина, Ярослав Юрьевич Дронов, Ольга Борисовна Кормухина, Тимур Ильдарович Юнусов, Дмитрий Вадимович Харатьян, Иосиф Игоревич Пригожин, Алла Юрьевна Перфилова, Александр Феликсович Скляр, Юлия Дмитриевна Чичерина, Валерий Николаевич Фальков, Ольга Борисовна Любимова, Алла Юрьевна Манилова, Михаил Борисович Пиотровский, Алексей Леонидович Костылев, Геннадий Яковлевич Темников, Министерство культуры и образования РФ;
- 17 организаций, созданых на оккупированных Россией территориях Украины (министерства и фонды);
- 20 человек и 21 организации, связанной с военно-промышленным комплексом РФ, среди которых: физические и юридические лица, связанные с ПИК «Вагнера» и так называемыми «волонтерскими организациями», поддерживающими захватническую войну России против Украины; система «Мир», банк «Тинькофф», мобильные операторы «МегаФон», МТС, «Теле2» и «Билайн».

Великобритания ввела санкции против 13 человек и компаний, связанных с действиями российской ЧВК «Вагнер» в Мали, Центральноафриканской Республике и Судане.
ЕС:
- продлил до 31 января 2024 года ограничительные меры, направленные на отдельные секторы экономики РФ[24];
- запретил экспорт компонентов, которые используются при строительстве и производстве БПЛА, из ЕС в Иран[25];
- ввёл ограничения на поездки и меры по замораживанию активов, которые могут быть применены к тем лицам, которые вовлечены в поддержку и участие в программе иранских БПЛА[25].

Австралия ввела санкции против 35 российских предприятий и 10 граждан России и Беларуси. Среди них: уполномоченная по правам человека России Татьяна Москалькова, первый вице-спикер Совфеда Андрей Турчак, первый вице-премьер Андрей Белоусов, гендиректор концерна «Калашников» Владимир Лепин, гендиректор холдинга «Вертолеты России» Николай Колесов, белорусские военные чиновники, которые угрожали суверенитету и территориальной целостности Украины.

### 21 июля 2023 года
Новая Зеландия ввела санкции против 6 физических лиц и 17 организаций России и Беларуси, среди которых: уполномоченная по правам человека в России Татьяна Москалькова, уполномоченная по правам ребёнка в Подмосковье Ксения Мишонова, «Протон-Электротекс», «Электровыпрямитель», «Радиоавтоматика», «Банк развития Республики Беларусь», «Банк Дабрабыт», Белинвестбан.
Украина национализировала Sense Bank, принадлежащий российским олигархам Михаилу Фридману и Петру Авену.

### 25 июля 2023 года
США ввели санкции против 3 представителей правящей в Мали военной хунты за поддержку «дестабилизирующей» деятельности ЧВК «Вагнер» и «эксплуатации суверенных ресурсов своей страны в интересах операций „Группы Вагнера“ в Украине».
Андорра присоединилась к санкциям ЕС от 23 июня 2023 года.

### 26 июля 2023 года
Частично признанная Республика Косово присоединилась к санкциям против России и Беларуси, включая запрет транзита товаров через Россию, ужесточение экспортных ограничений, введение дополнительных санкций в отношении 71 физического лица и 33 юридических лиц, а также ЧВК «Вагнер».
Новый банк развития отказался от реализации новых проектов в России.

### 28 июля 2023 года
ЕС ввёл санкции против 7 граждан РФ и 5 российских компаний. Среди них:
- Институт русского зарубежья, АНО «Диалог», информационное агентство «Инфорос», Агентство социального проектирования, ООО «ГК Структура»
- глава АНО «Диалог» Тимофей Васильев, основатель ГК «Структура» Илья Гамбачидзе, основатель Института стран СНГ Александр Старунский, гендиректор «Инфороса» Анастасия Кирилловоа и Нина Дорохова, политолог Сергей Пантелеев и директор Делового клуба ШОС Денис Тюрин.

Япония запретила поставлять в Россию около 750 наименований товаров, включая шины для крупногабаритных транспортных средств, яхты, локомотивы и железнодорожные составы, металлы, красители, фанеру, макулатуру, цемент, камень, асфальт, фото- и кинематографические материалы, новые и подержанные автомобили с объёмом двигателя более 1,9 литра, гибридные автомобили и электрокары.

### 1 августа 2023 года
Грузия ограничила экспорт и реэкспорт американских автомобилей в Россию. Также она приняла решение ограничить с 26 сентября экспорт и реэкспорт в Россию автомобилей, импортированных из стран ЕС.

### 3 августа 2023 года
ЕС ввёл санкции против Беларуси:
- они введены против судей и силовиков, причастных к преследованию белорусских оппозиционеров Светланы Тихановской, Алеся Беляцкого и Павла Латушко. В их числе: старший прокурор Генпрокуратуры Беларуси Александр Король, который выступал обвинителем на процессе нобелевского лауреата Алеся Беляцкого, а также судья Минского городского суда Петр Орлов, выносивший заочные приговоры Светлане Тихановской и Павлу Латушко
- также санкции введены против белорусских пропагандистов. Среди них: Вадим Гигин, Ксения Лебедева, Анастасия Бенедисюк и Евгений Пустовой
- санкции введены в отношении белорусских предприятий Минский электротехнический завод, «БМЗ» и «Белнефтехим»
- наложен запрет на экспорт в Беларусь «ряда высокочувствительных товаров и технологий», которые способствуют военно-техническому развитию. Был ограничен экспорт огнестрельного оружия и боеприпасов, товаров и технологий, которые используются в авиационной и космической промышленности.

США ввели санкции против:
- Института общей физики РАН, Казанского научного центра РАН и Института физики твердого тела РАН
- российских контейнерных суден Sasco Angara и Paramushir, принадлежащие Сахалинскому морскому пароходству (SASCO)
- яхты Addiction под флагом Мальты, которая, по данным США, принадлежит основателю Yota Сергею Адоньеву
- гражданина России Анатолия Смолина, которого расследователи из Conflict Intelligence Team (CIT) называли основателем российско-украинской ЧВК «Вега».

### 4 августа 2023 года
Албания, Босния и Герцеговина, Исландия, Лихтенштейн, Норвегия, Северная Македония, Украина и Черногория присоединились к санкциям ЕС от 20 июля 2023 года.

### 8 августа 2023 года
Великобритания ввела санкции против 22 физических и юридических лиц, связанных с поставками РФ военных технологий в обход западных санкций. В их числе:
- гражданин Словакии Ашот Мкртычев, причастный к попыткам российских властей покупать оружие и боеприпасы в КНДР в обход западных санкций
- гражданин Швейцарии Ансельма Шмуцки, который работал главой московского филиала швейцарской компании DuLac Capital Ltd, подозреваемой в помощи РФ в обходе западных санкций
- 3 компании из РФ, занимающиеся импортом электронных компонентов: «СМТ-АйЛогик», Stout и «ТестКомплект»
- стратегические белорусские предприятия «БелОМО», «Гомельский радиозавод», «Кидма тек», «Оршанский авиаремонтный завод», «Пеленг» и «2566 завод по ремонту радиоэлектронного вооружения»
- зарегистрированные в Турции компании Azu International и Turkik Union Digital Teknoloji Donosum Ofisi, которые занимаются поставками компьютерных компонентов и технологий для оборонной отрасли РФ
- компания-производитель БПЛА из ОАЭ Aeromotus Unmanned Aerial Vehicles Trading и несколько сотрудников иранской компании-производителя беспилотников Paravar Pars

### 10 августа 2023 года
США ввели:
- санкции против 8 физических лиц из Беларуси
- санкции против 5 юридических лиц из Беларуси
- визовые ограничения в отношении 101 чиновника режима Лукашенко и аффилированных с ними лиц
- санции против 3 организаций, принадлежащих или контролируемых властями Беларуси: «Белавиа», «Минского завода гражданской авиации № 407» и "Белорусского металлургического завода — управляющей компании холдинга «Белорусская металлургическая компания»

Канада ввела санкции против 9 физических и 7 юридических лиц из Беларуси.

### 11 августа 2023 года
США ввели санции против российских предпринимателей, основателей «Альфа-групп» Петра Авена, Михаила Фридмана, Германа Хана и Алексея Кузьмичева.
Албания, Босния и Герцеговина, Исландия, Лихтенштейн, Молдавия, Северная Македония, Украина и Черногория присоединились к санкциям ЕС от 20 июля 2023 года. Украина также разорвала соглашение с Россией о координации деятельности железнодорожного транспорта.

### 16 августа 2023 года
США ввели санкции против компании «Дефенс Инжиниринг» из Казахстана, «Верус» из России и «Версор» из Словакии, которые способствуют торговле оружием между Россией и КНДР.
Швейцария полностью присоединилась к 11 пакету санкций ЕС.
Чехия ввела санкции в отношении главы российского оборонного холдинга «Тактическое ракетное вооружение» Бориса Обносова, его дочери Ольги Зориковой и зятя Ростислава Зорикова.
Хорватия запретила въезд президенту Ассоциации журналистов Республики Сербской Боснии и Герцеговины Даниелу Симичу за распространение российской пропаганды.

### 18 августа 2023 года
Канада ввела санкции против 15 физических и 3 юридических лиц, включая Басманный районный суд Москвы, Хамовнический районный суд Москвы и Столичный городской трибунал.

### 23 августа 2023 года
Канада ввела санкции против 29 юридических и 4 физических лиц России. Под санкции попали:
- Сергей Мучкаев — командир 53-й зенитной ракетной бригады Вооружённых сил России, чей ЗРК «Бук» использовался для сбивания рейса МН17, а также причастные к российскому военно-промышленному комплексу Николай Колесов, Владимир Лепин и Алексей Комиссаров
- 4 банка — «Уралсиб», «Зенит», Росбанк и Всероссийский банк развития регионов
- холдинг «Интеррос», «Северсталь», «дочка» Росатома RUSATOM Overseas и ФГУП «Атомфлот», ПАО "НПО «Алмаз» и другие организации, в числе которых связанные с ядерной энергетикой — Троицкий институт инновационных и термоядерных исследований, Всероссийский научно-исследовательский институт экспериментальной физики, Научно-исследовательский институт атомного реактора, Курчатовский институт.

### 24 августа 2023 года
США ввели санкции против лагеря «Артек» и его директора Константина Федоренко, главы так называемой «Юнармии» Севастополя Владимир Коваленко, ректора подконтрольного России Севастопольского госуниверситета Владимира Нечаева, российского министра образования оккупированной Запорожской области Украины Елены Шапуровой, матери Рамзана Кадырова Аймани Кадырова, уполномоченых по правам ребёнка в Калужской области Ирины Агеевой, в Ростовской области Ирины Черкасовой и в Белгородской области Галины Пятых.

### 28 августа 2023 года
Албания, Босния и Герцеговина, Исландия, Лихтенштейн, Норвегия, Северная Македония, Украина и Черногория присоединились к продлению санкци ЕС на 6 месяцев от 20 июля 2023 года и санкциям ЕС от 28 июля 2023 года.

### 8 сентября 2023 года
ЕС ввел санкции против 6 человек, причастных к нарушению прав человека в оккупированном Крыму. Среди них — силовики и сотрудники судов: прокуроры Елена Подольная и Анастасия Супряга, судьи Длявер Берберов и Виктор Крапко, а также сотрудники ФСБ Денис Коровин и Виталий Власо.

### 10 сентября 2023 года
ЕС подтвердил интерпретацию санкционного законодательства в отношении России, по которой въезд в страны ЕС на зарегистрированных в РФ автомобилях будет расценивается как запрещенный импорт.

### 12 сентября 2023 года
Литва (за исключением транзита в Калининград) и Латвия закрыли въезд для автомобилей с российскими номерами. При отказе выполнять указания автомобиль могут изять.

### 13 сентября 2023 года
ЕС продлил индивидуальные санкции до 15 марта 2024 года.
Эстония закрыла въезд для автомобилей с российскими номерами.

### 14 сентября 2023 года
США ввели санкции в отношении более чем 150 физических и юридических лиц, среди них:
- более чем 70 юридических и физических лиц, причастных к расширению производства и экспорта российской энергии, деятельности в металлургическом и горнодобывающем секторах России, а также к оказанию помощи российским физическим и юридическим лицам в обходе международных санкций[57]
- сотрудник российских спецслужб Александр Онищенко и бывший главный прокурор Грузии Отар Парцхаладзе, которых ФСБ использовала для оказания влияния на грузинское общество и политику в интересах России
- многочисленные организации, производящие и ремонтирующие российские системы вооружений, включая крылатую ракету «Калибр», используемую российскими войсками против городов и гражданской инфраструктуры в Украине, а также лицо, связанное с группой «Вагнер», участвовавшее в поставках боеприпасов из Северной Кореи в РФ[57]
- около 100 санкций против российской элиты, промышленной базы, финансовых институтов и поставщиков технологий, чтобы подорвать способность России вести войну против Украины[57]
- Виталия Перфильева, одного из сотрудников группы «Вагнер», за содействие вредоносной деятельности России в Центральноафриканской Республике[57]
- 2 базирующихся в Турции организаций за помощь России в обходе санкций (одна из них — турецкая судоремонтная компания «Denkar»)[57]
- «ID Ship Agency» — за помощь в ремонте судов, связанных с минобороны РФ[57]
- олигарх Андрей Ремович Бокарев, который, согласно заявлению OFAC, имеет личные связи с министром обороны РФ Сергеем Шойгу и другими высокопоставленными кремлевскими чиновниками и членами их семей[57].

### 15 сентября 2023 года
Финляндия запретила въезжать в страну легковым автомобилям, зарегистрированным в России. Автомобилям с российскими номерами, которые уже находились на территории Финляндии, было предоставлено время чтобы покинуть страну до 16 марта 2024 года.
Литва лишила своего гражданства фигуристку Маргариту Дробязко.

### 16 сентября 2023 года
Польша запретила въезд зарегистрированных в России легковых автомобилей.

### 20 сентября 2023 года
США ввели санкции против нескольких физическихи и юридических лиц в Иране, России, Китае и Турции, связанных с разработкой иранских беспилотников и военных самолётов, среди которых: Мехди Гогердчян, руководитель иранской авиастроительной промышленной компании (HESA), производящей дроны «Шахед», его заместитель Хамидреза Нури и директор по производству Хусейн Аини, китайские компании Shenzhen Jiasibo и Dong Wenbo, руководитель первой Су Чуньпен, российские компании «Дельта-Аэро», «Аэросила» и «Стар» и двое граждан Турции, занимающиеся обменом валюты, — Мехмет Токдемир и Алааддин Айкут.
Канада ввела санкции против 42 граждан РФ и 22 российских юридических лиц, в числе которых МГИМО, ВШЭ, российская организация детей и молодежи «Движение первых», издания «Взгляд» и «Комсомольская правда», Российское географическое общество, дискуссионный клуб «Валдай», подразделение Росатома «Рэнера», Национальный комитет по исследованию БРИКС, ректор МГИМО Анатолий Торкунов, политологи Федор Лукьянов, Андрей Кортунов, Дмитрий Тренин, глава Россотрудничества Евгений Примаков, министр труда и соцзащиты РФ Антон Котяков.

### 21 сентября 2023 года
Республика Корея ввела санкции в отношении 10 лиц и 2 организаций, причастных к незаконной торговле оружием Северной Кореей с другими странами, включая Россию.

### 26 сентября 2023 года
Австралия продлила до октября 2025 года санкции против России и Беларуси.
Грузия прекратила реэкспорт европейских автомобилей в Россию и Беларусь.

### 27 сентября 2023 года
США ввели санкции за участие в закупках важных деталей для иранской программы беспилотных летательных аппаратов. Под них попали: иранская Pishgam Electronic Safeh Company (PESC) и её исполнительный директор Хамид Реза Джанггорбани; гонконгская Hongkong Himark Electron Model Limited; турецкие Dal Enerji Madencilik Turizm Sanayi Ve Ticaret Anonim Sirketi (Dal Enerji) и Anka Port Ic Ve Dis Ticaret INSAAT Lojistik Sanayi Limited Sirketi (Anka Port), а также эмиратская Farhad Ghaedi Goods Wholesalers LLC (Farhad Ghaedi).

### 28 сентября 2023 года
Финляндия ввела круглосуточный контроль на границе с Норвегией, чтобы остановить въезд российских автомобилей.

### 29 сентября 2023 года
Великобритания ввела санции против 11 новых лиц «в ответ на попытки России использовать фиктивные выборы, чтобы узаконить свой незаконный контроль над Херсонской, Запорожской, Донецкой, Луганской областями и Крымом, которые являются частью суверенной территории Украины». Также санкции были введены против Центральной избирательной комиссии России.
Норвегия ввела запрет на въезд автомобилям с российской регистрацией с вступлением его в силу 3 октября. Он не касается транспортных средств с десятью и более сиденьями, а также тех, кто едет в Норвегию для лечения тяжёлого заболевания или на похороны.
Литва обязала российские автомобили, прибывшие на её территорию до 11 сентября 2023 года, покинуть её и территорию всего ЕС в течение шести месяцев с даты въезда.

### 2 октября 2023 года
Норвегия окончательно присоединилась к 11 пакету санкций ЕС от 23 июня 2023 года.
Болгария ввела запрет на въезд автомобилей с российскими номерами.

### 6 октября 2023 года
США ввели санкции против 42 компаний из Китая и 7 компаний из Финляндии, Германии, Индии, Турции, Объединённых Арабских Эмиратов и Великобритании, которые поставляли России микросхемы для производства военной продукции.

### 11 октября 2023 года
Албания, Босния и Герцеговина, Исландия, Лихтенштейн, Молдавия, Северная Македония и Черногория присоединились к санкциям ЕС от 14 сентября 2023 года.

### 13 октября 2023 года
США ввели санкции против турецкой компании Ice Pearl Navigation и Lumber Marine SA из Объединённых Арабских Эмиратов за перевозку российской нефти с нарушением потолка цен на неё.

### 15 октября 2023 года
Болгария ввела налог на транзитный поток российского газа через свою территорию в размере 20 лев ($10,76) за мегаватт-час.

### 18 октября 2023 года
Группа «Эгмонт» приостановила членство России.

### 23 октября 2023 года
Албания, Босния и Герцеговина, Исландия, Лихтенштейн, Молдавия, Северная Македония, Украина и Черногория присоединились к санкциям ЕС от 28 сентября 2023 года.

### 26 октября 2023 года
Литва запретила импорт, погрузку и дегазацию российского сжиженного природного газа.

### 2 ноября 2023 года
США ввели санкции против 30 физических и 200 юридических лиц, среди них:
- корпорация «АФК-Система» и МГТУ имени Баумана, «Почта Банк», Всероссийский банк развития регионов (ВБРР) и банк «Русский стандарт»
- главный конструктор дочерней компании концерна «Калашников» Zala Aero Александр Захаров и члены его семьи
- племянник главы Чечни Рамзана Кадырова Якуб Закриев — он стал гендиректором ООО «Данон Россия», после того как российские активы французской компании Danone были национализированы

Также США ввели экспортные ограничения против 12 российских и одной узбекской компаний за содействие военно-промышленному комплексу России и производству беспилотников.
Латвия запретила авто из РФ участвовать в уличном движении.
Литва усилила контроль за ввозом подсанкционных товаров через свою территорию в Россию и Беларусь.
Финляндия запретила въезд из России на велосипедах через пограничные переходы на юго-востоке страны.

### 3 ноября 2023 года
США ввели санкции против гражданки России Екатерины Ждановой за отмывание сотен миллионов долларов для россиян, ранее включенных в санкционный списки.

### 7 ноября 2023 года
США присотановили экспортные привилегии для 7 физических и 3 юридических лиц:
- Николай Гольцев, Салимджон Насриддинов, Кристина Пузырева, Олег Зенченко, Екатерина Ветошкина, Павел Черников, Владимир Бочкарев
- SH Brothers Group Inc. (SH Brothers), SN Electronics Inc. (SN Electronics) и Suntronic F.Z.E. (Suntronic).

Украина ввела санции против 10 компаний, часть которых связана с Михаилом Фридманом.

### 8 ноября 2023 года
Великобритания ввела санкции против 29 физических и юридических лиц, работающих в золотодобывающем, нефтяном и стратегическом секторах России.

### 10 ноября 2023 года
Канада ввела санкции против 9 физических и 6 юридических лиц, среди них:
- резидент Российского совета по международным делам Игорь Иванов, генеральный директор Российского совета по международным делам Иван Тимофеев, программный директор Международного дискуссионного клуба «Валдай» Олег Барабанов, научный руководитель Института всеобщей истории РАН Александр Чубарьян, советник главы Минобороны РФ Андрей Ильницкий, политологи Дмитрий Суслов, Александр Коньков и Андрей Сушенцов, а также певица Жасмин (Сара Шор)
- международный мультимедийный проект Russia Beyond, Институт государства и права РАН, Центр социально-консервативной политики, издания «Известия» и «Парламентская газета», а также телеканал Рен-ТВ.

Представитель России впервые, с 1946 года, не был переизбран в состав Международного суда ООН.

### 15 ноября 2023 года
Чехия внесла в национальный санкционный список ФГУП «Госзагрансобственность» — структуру, управляющую российским объектами недвижимости за границей. Все её активы в Чехии заморозили, а любая коммерческая деятельность компании, в том числе сдача объектов недвижимости в аренду, стала незаконной.

### 16 ноября 2023 года
США ввели санкции против 11 российских организаций, а также трех нефтяных танкеров, связанных с перевозкой нефти из РФ. Среди них:
- российские компании «АБС Электротехника», «Эссет Автоматизация», «Эссет Электро», «Доминион Никольский», «Доминион Тверская-Ярославская», «Всероссийский научно-исследовательский, проектно-конструкторский и технологический институт релестроения с опытным производством», «АБС ЗЭиМ Автоматизация», «Мосэн эссет менеджмент», «ВНИИР Гидроэлектроавтоматика», «ВНИИР Промэлектро» и «ВНИИР-Трансстрой»
- зарегистрированная в ОАЭ судоходная компания Kazan Shipping Incorporated и компании Progress Shipping Company Limited и Gallion Navigation Incorporate с регистрацией в Либерии
- нефтяные танкеры Kazan, Ligovsky Prospect и NS Century.

Молдавия присоеднилась к семи международным ограничительным мерам ЕС, включая крупнейший пакет санкций против России, введенный ещё в 2014 году, в связи с аннексией Крыма, в последей его редакции.

### 17 ноября 2023 года
США ввели экспортные ограничения против Novax Group, которую США связывают с Россией, Венесуэлой, Панамой и Коста-Рикой, а также Si2 Microsystems Private Limited, которая, как утверждается, «оказывала поддержку российской военной и/или оборонной промышленности».

### 18 ноября 2023 года
Украина ввела санкции против:
- экс-премьер-министра Украины Николая Азарова, эксминистра образования и науки Дмитрия Табачника, бывших народных депутатов Украины Олега Царева и Дмитрия Святаша
- руководитель оккупационной администрации Крыма Сергей Аксенов, глава группировки «ЛНР» Леонид Пасечник, депутат Госдумы РФ Дмитрий Саблин
- ещё 100 физических лиц
- 37 юридических лиц, в том числе в общероссийский общественный благотворительный фонд «Русский детский фонд», благотворительный фонд «География добра», автономная некоммерческая организация содействия социальной адаптации личности «Квартал Луи».

### 20 ноября 2023 года
США ввели санкции против полковника Вооружённых Сил Российской Федерации Азатбека Омурбекова, также известного как «Бучанский мясник», за причастность к грубым нарушениям прав человека, а именно к внесудебным убийствам безоружных украинских мирных жителей в Андреевке, и Даниила Фролкина в связи с его причастностью к грубому нарушению прав человека, а именно к внесудебному убийству безоружного украинского гражданского лица в Андреевке. Также санкции введены против членов их семей.

### 23 ноября 2023 года
Украина ввела санкции против 147 россиян и лиц, связанных с Россией. Среди них, помимо российских граждан, внесены граждане Украины, Кипра, Беларуси, Германии, Узбекистана, Австрии и Великобритании. Среди них: бывший глава «Роснано» Анатолий Чубайс; глава Счетной палаты России Алексей Кудрин; главный санитарный врач Москвы Елена Андреева; командующий войсками ПВО-ПРО, заместитель главкома Воздушно-космических сил России Андрей Демин; отец, жена и сын назначенного Россией «главы» Запорожской области Евгения Балицкого; сын спортивного тренера Ирины Винер Натан Винер и другие.

### 28 ноября 2023 года
Молдавия лишила своего гражданства пророссийского политика Александра Калинина, находящегося под следствием за пропаганду войны и включенного в санкционный список Европы и Канады за действия против Украины.

### 29 ноября 2023 года
Россия лишилась места в Исполнительном совете Организации по запрету химического оружия.

### 1 декабря 2023 года
Финляндия расторгла соглашение о приграничном сотрудничестве с Россией.
Россия впервые не была переизбранна в Совет Международной морской организации.
Международная федерация обществ Красного Креста и Красного Полумесяца приостановила членство Белорусского Красного Креста, которое участвовал в вывозе украинских детей.

### 2 декабря 2023 года
США ввели санкции в отношении:
- Sterling Shipping Incorporated и Streymoy Shipping Limited из ОАЭ и HS Atlantica Limited, а также в отношении принадлежащих им танкеров за перевозку российской нефти, проданной дороже ценового потолка[101]
- более 30 физических и 200 юридических лиц, включая[102]:
  - «АФК-Система» и МГТУ имени Баумана
  - «Почта Банк», Всероссийский банк развития регионов (ВБРР) и банк «Русский стандарт»
  - главный конструктор дочерней компании концерна «Калашников» Zala Aero Александр Захаров и члены его семьи
  - племянник главы Чечни Рамзана Кадырова Якуб Закриев
  - 12 российских и одной узбекской компаний за содействие военно-промышленному комплексу России и производству беспилотников.

### 5 декабря 2023 года
США ввели санкции против 13 физических лиц и 20 компаний, связанных с российской военной промышленностью и режимом Александра Лукашенко. Среди них:
- - олигархи Александр Шакутин, Павел Топузидис и Виктор Петрович, которых Минюст США называет «кошельками» Лукашенко
  - «Белтаможсервис» — государственная белорусская логистическая компания, которая является основным источником доходов режима Лукашенко и содействует крупномасштабным схемам контрабанды в Россию
  - Минский механический завод имени С. И. Вавилова — государственное оборонное предприятие, производящее и реализующее оптические прицелы для стрелкового оружия
  - Холдинг «Горизонт», поставляющий российским военным дисплеи последнего поколения
  - Дмитрий Шевцов — генеральный секретарь Белорусского Красного Креста, причастный к похищению детей с оккупированных украинских территорий
  - Владимир Кулемеков — полковник ГРУ в отставке, российский шпион
  - Сергей Скворцов — вел активный бизнес с Кулемековым, обвинялся властями Швеции в «грубой незаконной разведывательной деятельности» против Швеции и США, а также в передаче российской армии западных технологий двойного назначения, однако был оправдан
  - Ханс де Гейтере — бельгийский предприниматель, продавал Китаю военные технологии США, сотрудничал с Кулемековым и Скворцовым.

Кипр дал указание своему банковскому сектору прекратить все операции с рублем.

### 6 декабря 2023 года
Великобритания ввела санкции против 46 физических и юридических лиц, включая:
- ряд российских предприятий военно-промышленного комплекса, в том числе завод «Союз» (производитель ракет «Калибр») и Zala Aero (производитель БПЛА «Ланцет»), их главных конструкторов Мкртича Окрояна и Александра Захарова, а также членов их семей
- людей и компании, связанные с ЧВК «Вагнер», а также диверсионно-штурмовую разведывательную группу «Русич» и её командира Яна Петровского
- «Воткинский машиностроительный завод», «Радар ммс» и «Радиотехкомплект»
- белорусскую компанию «Дисплей», сербскую AVIO CHEM, узбекскую MVIZION, а также ряд фирм из Турции, Китая и ОАЭ, которые, по данным британского правительства, помогали России обходить санкции.

Большая семёрка взяла на себя обязательство ввести эмбарго на произведённые в РФ алмазы до 1 января 2024 года, а на импорт российских алмазов, обработанных в третьих странах — с 1 марта 2024 года. В этот же день Канада ввела запрет на импорт российских бриллиантов и ювелирной продукции с бриллиантами.

### 7 декабря 2023 года
Украина ввела санкции против 185 физических и 181 юридических лиц. Подавляющее большинство людей в санкционных списках — граждане РФ, а компании — имеют российскую регистрацию. Часть этих людей и компаний имеют отношение к производству или импорту в Россию вооружений и электроники. Также в перечне несколько компаний из других сфер: инвестиционной, банковской, лизинговой и т. п. Кроме того, в санкционных списках китайская компания Poly Technologies, занимающаяся производством вооружений, иранская Sarmad Electronic Sepahan, производящая, в частности, компоненты дронов, молдавское "Совместное производство «Топаз», создающее компоненты для авиационных двигателей, и ещё несколько компаний из других стран. Среди попавших под новые ограничения, кроме россиян, граждане Молдовы, Узбекистана, а также гражданин Германии Монтаг-Гирмес Ральф-Дитер (Montag-Girmes Ralf-Dieter). По данным из открытых источников, он с 1990-х годов работает в России, в том числе являлся заместителем руководителя Российского центра приватизации. Работал в банковской сфере, также связан с авиационной, в частности сдавал в лизинг российские гражданские самолёты SuperJet компании Suhhoi, также производящей военную авиацию.
США и Великобритания ввели санкции против 2 россиян, которых обвиняют в проведении кампании по взлому компьютерных сетей в разных странах.

### 11 декабря 2023 года
ЕС ввёл санкции против 6 физических и 5 юридических лиц, причастных к разработке БПЛА в Иране.

### 12 декабря 2023 года
США ввели санкции против более 250 компаний и частных лиц из России, Китая, Турции, Объединённых Арабских Эмиратов и Таджикистана. В их числе:
- бывший гендиректор «Мегафона» Иван Таврин и связанные с ним компании
- бизнесмен Владислав Свиблов и подконтрольные ему золотодобывающий холдинг Highland Gold и компания Fortiana Holdings Limited
- девелоперская группа «Киевская площадь» и Экспобанк
- предприятия российского военно-промышленного комплекса, например, «Завод имени Дегтярева», ижевский электромеханический завод «Купол», Пермский пороховой завод и Новосибирский патронный завод
- Игорь Афанасьев. Генеральный директор АО "Научно-производственное объединение «Электромашина», производящего оружие и боеприпасы для российской армии
- Мустафа Джанкат Айтек. Глава турецкой Turkik Union And Dijital Teknoloji, поставившей в 2022 году России компоненты для систем радиоэлектронной борьбы, которые разрушают украинскую оборону, на $24 млн
- Зарах Илиев. Совладелец группы компаний «Киевская площадь». В октябре 2022 года попал в санкционный список Украины как обеспечивающий «существенный источник дохода для правительства России, инициировавшего военные действия и геноцид гражданского населения в Украине»
- Дарья Хоркина. Генеральный директор ООО «Радиоприборснаб» — предприятия, поставляющего электронные компоненты для предприятий российского ВПК.

Канада ввела санкции в отношении 30 человек, «баллотировавшихся в качестве кандидатов на фиктивных „выборах“, организованных Кремлем, которые прошли с 8 по 10 сентября 2022 года на временно оккупированных территориях Украины».

### 15 декабря 2023 года
Япония:
- ввела запрет на импорт российских алмазов для непромышленного использования с 1 января 2024 года
- ввела персональные санкции в отношении 35 физических лиц, среди которых: уполномоченная по правам человека РФ Татьяна Москалькова, заместитель министра обороны РФ Татьяна Шевцова, начальник главного штаба Сухопутных войск ВС РФ Александр Лапин, генерал-полковник Сергей Кузовлев, генерал-полковник Сергей Рудский, генерал-полковник Евгений Никифоров, командующий войсками Центрального военного округа ВС РФ Андрей Мордвичев и детская омбудсменка Подмосковья Ксения Мишонова
- ввела санкции касательно экспорта против 57 российских компаний
- ввела санкции против 6 организаций из Объединённых Арабских Эмиратов, Армении, Сирии и Узбекистана, обвиняемых в причастности к обходу санкций
- заморозила активы 43 организаций, связанных с РФ, и 1 из третьего государства.

Великобритания:
- ввела санкции против «Новикомбанка» — опорного банка госкорпорации «Ростех» и российской промышленности
- расширила ограничения в отношении ранее подпавших под санкции российских банков. В частности, был введен запрет «на корреспондентские отношения и обработку платежей» с Россельхозбанком, Альфа-банком, ВТБ, Газпромбанком, ВБРР, банком «Открытие», «Промсвязьбанком», «Уралсибом», МТС-банком, Тинькофф-банком и другими финансовыми учреждениями из РФ.

### 17 декабря 2023 года
Германия предупредила, что может конфисковать новогодние посылки из России, если в них будут подсанкционные товары.